# Grand Prix Formule 1 van Australië 2002
De Grand Prix Formule 1 van Australië 2002 werd gehouden op 3 maart 2002 op Albert Park in Melbourne.

## Kwalificatie
Tijdens de kwalificatie begon het te regenen, maar vrijwel iedereen had al een snelle tijd kunnen rijden met Rubens Barrichello als snelste coureur.  Takuma Sato had pech dat zijn wagen stuk ging en zag geen kans om een snelle tijd neer te zetten,  maar mocht alsnog van start gaan vanwege de omstandigheden.

## Race
Voor de start bleven beide Arrows' stilstaan en moesten vanuit de pitstraat de race aanvangen,  echter reed Frentzen door het rode licht aan het eind van de pits,  terwijl Enrique Bernoldi de T-car had gepakt op het moment dat dit niet meer mocht. Beiden werden dan ook uit de race gehaald met de zwarte vlag.
De start mondde uit in een chaos,  Ralf Schumacher had namelijk een goede start en probeerde Barrichello in te halen.
Barrichello blockte de Duitser, deze knalde vervolgens in de achterkant van de Ferrari en werd daarbij op spectaculaire wijze gelanceerd.
Kimi Räikkönen zag geen andere optie dan de malaise te ontwijken via de grindbak  terwijl in het middenveld  Nick Heidfeld spinde samen met Felipe Massa en Giancarlo Fisichella en een massacrash volgde met daarbij ook Jenson Button, Olivier Panis en Allan McNish.
Met al deze ongelukken was een groot deel van het veld al uitgeschakeld voordat de race één ronde oud was.
De race werd op dat moment aangevoerd door David Coulthard  voor Jarno Trulli, Juan Pablo Montoya, Michael Schumacher, Eddie Irvine en Pedro de la Rosa.  
Toen de safety-car weer naar binnen ging kon David Coulthard een kleine voorsprong opbouwen tegenover Jarno Trulli,  terwijl deze een aanval van Montoya afsloeg waarbij Michael Schumacher op zijn beurt de Colombiaan kon inhalen.
Niet veel later spinde Jarno Trulli plots in de muur bij het uitkomen van de eerste bocht,  waardoor de safety-car opnieuw de baan op kon komen.
Op het moment dat de safety-car weer de pits in reed schoot raceleider Coulthard plotseling van de baan af vanwege een haperende versnellingsbak,  hiermee Michael Schumacher de leiding in diens schoot werpend.
De leiding moest hij wel bevechten met Montoya, maar uiteindelijk trok de Duitser aan het langste eind en won de wedstrijd.
Door de vele uitvallers was Mark Webber in zijn Minardi opgeklommen naar de vijfde plaats  en hield succesvol de snellere Mika Salo van zich af in de laatste ronden.  Voor Mark Webber was dit ook zijn eerste race en in zijn thuisland,  hetgeen de prestatie nog mooier maakte.

## Uitslag
| Positie | Nummer | Rijder                | Team               | Ronden | Tijd/Opgave       | Startplaats | Punten |
| ------- | ------ | --------------------- | ------------------ | ------ | ----------------- | ----------- | ------ |
| 1       | 1      | Michael Schumacher    | Scuderia Ferrari   | 58     | 1:35:36.792       | 2           | 10     |
| 2       | 6      | Juan Pablo Montoya    | Williams-BMW       | 58     | +18.628           | 6           | 6      |
| 3       | 4      | Kimi Räikkönen        | McLaren - Mercedes | 58     | +25.067           | 5           | 4      |
| 4       | 16     | Eddie Irvine          | Jaguar Racing      | 57     | +1 Ronde          | 19          | 3      |
| 5       | 23     | Mark Webber           | Minardi - Asiatech | 56     | +2 Rondes         | 18          | 2      |
| 6       | 24     | Mika Salo             | Toyota             | 56     | +2 Rondes         | 14          | 1      |
| 7       | 22     | Alex Yoong            | Minardi - Asiatech | 55     | +3 Rondes         | 21          |        |
| 8       | 17     | Pedro de la Rosa      | Jaguar Racing      | 53     | +5 Rondes         | 20          |        |
| Ret     | 3      | David Coulthard       | McLaren - Mercedes | 33     | Versnellingsbak   | 4           |        |
| Ret     | 11     | Jacques Villeneuve    | BAR-Honda          | 27     | Gebroken vleugel  | 13          |        |
| DSQ     | 20     | Heinz-Harald Frentzen | Arrows - Cosworth  | 16     | Gediskwalificeerd | 15          |        |
| DSQ     | 21     | Enrique Bernoldi      | Arrows - Cosworth  | 15     | Gediskwalificeerd | 17          |        |
| Ret     | 10     | Takuma Sato           | Jordan-Honda       | 12     | Elektrisch        | 22          |        |
| Ret     | 14     | Jarno Trulli          | Renault            | 8      | Gespind           | 7           |        |
| Ret     | 2      | Rubens Barrichello    | Scuderia Ferrari   | 0      | Botsing           | 1           |        |
| Ret     | 5      | Ralf Schumacher       | Williams-BMW       | 0      | Botsing           | 3           |        |
| Ret     | 9      | Giancarlo Fisichella  | Jordan-Honda       | 0      | Botsing           | 8           |        |
| Ret     | 8      | Felipe Massa          | Sauber - Petronas  | 0      | Botsing           | 9           |        |
| Ret     | 7      | Nick Heidfeld         | Sauber - Petronas  | 0      | Botsing           | 10          |        |
| Ret     | 15     | Jenson Button         | Renault            | 0      | Botsing           | 11          |        |
| Ret     | 12     | Olivier Panis         | BAR-Honda          | 0      | Botsing           | 12          |        |
| Ret     | 25     | Allan McNish          | Toyota             | 0      | Botsing           | 16          |        |

## Wetenswaardigheden
- Eerste race: Toyota F1, Renault F1.
- Een botsing bij de start waarin de Williams van Ralf Schumacher de lucht in vloog nadat hij de achterkant van Rubens Barrichello's Ferrari raakte veroorzaakte veel chaos in ronde 1. Acht auto's moesten opgeven.
- Heinz-Harald Frentzen was gediskwalificeerd omdat hij de pitstraat verliet tijdens rood licht.
- Enrique Bernoldi werd gediskwalificeerd omdat hij de reserve-auto gebruikte.
- Rookie Mark Webber eindigde als vijfde in zijn debuut- en thuisrace. In de laatste ronden spartelde hij, maar wist Mika Salo achter zich te houden. Na de race vierde hij dit tegelijk met winnaar Michael Schumacher.

## Statistieken
| Snelste ronde | Kimi Räikkönen | McLaren - Mercedes | 1:28.541 |

## Noot
- Dit was het debuut van de Japanse coureur Takuma Sato, de Braziliaanse coureur (en toekomstig Grand Prix-winnaar) Felipe Massa, de Britse coureur Allan McNish, en de Australische coureur (en toekomstig Grand Prix-winnaar) Mark Webber.
- Honderdste Grand Prix-start voor Jacques Villeneuve. Hiermee was Villeneuve de 48ste coureur die minstens 100 Grands Prix had gereden.
- Honderdste pole position voor een Braziliaanse coureur.
- Eerste snelste ronde en podiumplaats voor Kimi Räikkönen.
- Vijfde podiumplaats voor Juan Pablo Montoya en voor een Colombiaanse coureur.
- Derde overwinning van de Grote Prijs van Australië voor Michael Schumacher (eerdere overwinningen in 2000 en 2001) en hiermee vestigde hij een nieuw record. Hij verbrak het oude record van Alain Prost (2), gevestigd tijdens de Grote Prijs van Australië van 1988.

1949 · 1985 · 1986 · 1987 · 1988 · 1989 · 1990 · 1991 · 1992 · 1993 · 1994 · 1995 · 1996 · 1997 · 1998 · 1999 · 2000 · 2001 · 2002 · 2003 · 2004 · 2005 · 2006 · 2007 · 2008 · 2009 · 2010 · 2011 · 2012 · 2013 · 2014 · 2015 · 2016 · 2017 · 2018 · 2019 · 2020 · 2021 · 2022 · 2023 · 2024 · 2025